# Janina Gajda-Krynicka
Janina Renata Gajda-Krynicka (ur. 1940 w Krakowie) – polska historyk filozofii, absolwentka filologii klasycznej Uniwersytetu Wrocławskiego, profesor zwyczajny w Instytucie Filozofii Uniwersytetu Wrocławskiego, znawczyni filozofii przedplatońskiej, w szczególności sofistów, pitagorejczyków i aksjologii starożytnej. W 1966 r. obroniła pracę doktorską pt. Epika polsko-łacińska XVI wieku, w 1986 habilitowała się na podstawie monografii Prawo natury i umowa społeczna w filozofii przedsokratejskiej.

## Ważniejsze prace
- Prawo natury i umowa społeczna w filozofii przedsokratejskiej, Wrocław, wyd. UWr 1986
- Sofiści, Warszawa, Wiedza Powszechna 1989
- Teorie wartości w filozofii przedplatońskiej, Wrocław, wyd. UWr 1992
- Platońska droga do idei, Wrocław, wyd. UWr 1993
- Gdy rozpadły się ściany świata. Teorie wartości w filozofii hellenistycznej, Wrocław, wyd. UWr 1995
- Pitagorejczycy, Warszawa, Wiedza Powszechna 1996
- Filozofia przedplatońska (seria: Krótkie wykłady z historii filozofii), Warszawa, PWN 2007